# Нижнє Котто
Нижнє Котто — одна з 14 префектур Центральноафриканської Республіки.
Межує на заході і півночі з префектурою Уака, на північному сході з префектурою Верхнє Котто, на сході з префектурою Мбому (по річці Котто), на півдні з Демократичною Республікою Конго.